# مورتن بيترسن
مورتن بيترسن (بالدنماركية: Morten Petersen)‏ (27 مايو 1978 في الدنمارك - ) هو لاعب كرة قدم دانمركي في مركز الدفاع. لعب مع آرهوس جمناستيك فورينينغ ونادي لينغبي ونادي ليفينغستون لكرة القدم.

## وصلات خارجية
- مورتن بيترسن على موقع قاعدة بيانات كرة القدم.إي يو (الإنجليزية)